# Sigulda
Sigulda (németül: Segewold) kisváros Lettországban.

## Fekvése
Sigulda a Gauja folyó völgyének festői szorosában helyezkedik el, Rigától 50 km-re északkeletre. Sigulda a Gauja Nemzeti Park központja. A területet a lettek előszeretettel nevezik vidzemei Svájcnak.

## Lakossága
A város lakosainak többsége lett nemzetiségű. A 2006-os adatok szerint a lakosság 84%-a lett, 10%-a orosz, 6%-a pedig egyéb nemzetiségű.

## Története
Sigulda környékének legkorábbi archeológiai leletei a Krisztus előtti 200-as évekből valók. Ezek alapján a régészek megállapították, hogy vadászó, halászó, állattartó törzsek laktak a területen.
A Krisztus utáni 6-7. században a Gauja partján megtelepedtek a szemigallok, ezt több sírhalom és egy egy parasztbirtok feltárt maradványai bizonyítják. A 11. században a lívek telepedtek meg a környéken.
A település 1928-ban kapott városi jogokat. A 2009-es közigazgatási reformig Lettország Riga járásához tartozott.

## Látnivalók
- Gauja Nemzeti Park
- A Kardtestvérek középkori várának romjai
- Sigulda új vára, a középkori vár mellett található
- Krimulda várának romjai
- Turaida vára

## Híres siguldaiak
- Itt született Jānis Strenga (1986), olimpiai ezüstérmes lett bobos.
- Itt született Arvis Vilkaste (1986), olimpiai ezüstérmes lett bobos.

## Sigulda testvérvárosai
Sigulda tagja a Douzelage nevű testvérvárosi kezdeményezésnek, amelyben az Európai Unió minden tagállamának egy-egy kisvárosa vesz részt.
Sigulda további testvérvárosai:
- Keila, Észtország
- Falköping község, Svédország
- Birštonas, Litvánia
- Angus, Skócia
- Lǿgstor, Dánia
- Stuhr, Németország